# Heteralex rectilineata
Heteralex rectilineata là một loài bướm đêm trong họ Geometridae.